# 尹就咸
尹就咸（字德一，1686年—？），生於坡平，朝鮮王朝肅宗大王大臣，1713年（肅宗39年）癸巳增廣試丙科36位科舉考試錄取。

## 家庭背景

### 經歷
世子講經院 輔德
承文院 副正字（從九品）
承政院 假注書（從九品）
副司果（從六品）
春秋館 記事官（最高正六品）
副司直（從五品）
蔚山府使（五品）
三陟府使（五品）
春秋館 記注官（五品）
兼春秋（五品）
司諫院 獻納（正五品）
禮曹正郞（正五品）
司憲府 持平（正五品）
副護軍（從四品）
司憲府 掌令（正四品）
司憲府 執義（從三品）
禦侮將軍（正三品下）

## 事蹟
1730年（雍正8年）:
憲府 【持平尹就咸】 申前啓, 不允。 又啓: "朴寧東,卽戊申逆黨鼎鉉之妹夫也。 與鼎鉉, 共居一村, 爛熳同謀之狀, 畢露於玉成之招, 而鼎鉉則已伏王法, 寧東則尙今漏網。 不可以事在旣往而置之, 請嚴鞫正法。" 從之。
1735年（雍正13年）:
掌令尹就咸疏, 略曰:
李宗城、金尙魯俱以一言忤旨, 筵席多未安之敎, 政注示厭薄之意。 彼皆貴近臣, 其言亦平平耳, 殿下猶如此, 假令言出踈逖, 直批龍鱗, 所以待之者將何如? 好名沽直之士, 亦不可多得, 誠使遇事敢言, 何損於國家, 何害於聖德? 日前堂箚之批, 乃以中官、朝臣雙對互責, 今日群下以爵祿銜勒。 世鮮自重之士, 其取侮於君父, 固不異也, 而殿下之待臣, 亦可謂太薄也。
上下嚴批。 就咸引避言: "噫嘻! 殿下傲然自聖, 無復畏憚。 主第之不宜急者, 督而營之; 宮木之不可伐者, 斫而與之。 又幷與濫雜之宦隷而庇護之, 匡救之數臣而踈厭之, 又輒以人臣不忍聞之敎, 摧抑拒塞, 使不敢開口, 何殿下爲此漢、唐中主之所不爲也?" 下例批。
1736年（乾隆元年）:
上引見奉朝賀李光佐ㆍ李台佐、判府事沈壽賢, 輔德尹就咸、說書宋翼輝隨入。 上命內官, 抱東宮來。 東宮着唐冠、靑紗道袍、紅帶、黑靴, 上親抱謂東宮曰: "諸臣欲見汝來矣。" 光佐等陳輔養之道, 就咸、翼輝請令東宮, 頻接宮僚, 上曰: "拘於禮制, 不得頻接矣。"

## 外部連結
1. ↑  . people.aks.ac.kr.   [2019-04-12].[]
2. ↑  . 韩国. Authors list列表中的|first1=缺少|last1= (帮助)
3. ↑  . sillok.history.go.kr.   [2019-04-12]. （原始内容存档于2019-04-12）.
4. ↑  . sillok.history.go.kr.   [2019-04-12]. （原始内容存档于2019-04-12）.
5. ↑  . sillok.history.go.kr.   [2019-04-12]. （原始内容存档于2019-04-12）.